# Vụ án Hàn Đức Long
Vụ án Hàn Đức Long là một vụ án oan xảy ra tại tỉnh Bắc Giang của Việt Nam. Trong vụ án này, ông Hàn Đức Long đã bốn lần bị tòa án cấp sơ thẩm (2 lần) và cấp phúc thẩm (2 lần) tuyên án tử hình, mặc dù tại các phiên tòa này ông Long đều kêu oan. Năm 2014, Hội đồng thẩm phán Tòa án nhân dân tối cao đã xét xử giám đốc thẩm lần hai đối với vụ án này, và tuyên hủy cả bản án hình sự sơ thẩm lần hai và phúc thẩm lần hai, và yêu cầu điều tra lại để làm rõ 6 vấn đề còn mâu thuẫn của vụ án. Sau đó, Viện kiểm sát nhân dân tỉnh Bắc Giang không làm rõ được các vấn đề này nên không đủ căn cứ buộc tội. Vì vậy, đến ngày 20 tháng 12 năm 2016, Viện kiểm sát nhân dân tỉnh Bắc Giang đã đình chỉ vụ án và trả tự do cho ông Long.
Ngày 26 tháng 6 năm 2005 ở thôn Yên Lý, xã Phúc Sơn, huyện Tân Yên, tỉnh Bắc Giang xảy ra vụ án một cháu bé 5 tuổi bị hiếp giết rồi vứt xác ngoài cánh đồng. Tội phạm gây án lúc nhập nhoạng tối và không có ai nhìn thấy thủ phạm, cơ quan điều tra thu được ở hiện trường một số lông, tóc, tinh trùng nhưng giám định không cho ra kết quả vì chất lượng dấu vết kém.
Gần 4 tháng sau, hai mẹ con một gia đình ở thôn này có đơn tố cáo ông Hàn Đức Long từng hiếp dâm mình. Cơ quan điều tra bắt Long và Long khai nhận từng hiếp dâm hai mẹ con và thú nhận thêm là hung thủ vụ giết hại cháu bé.
Nhưng, khi ra tòa, bị cáo Hàn Đức Long kêu oan, khai rằng đã bị đánh đập nhục hình buộc phải nhận tội. Tuy vậy hội đồng xét xử các cấp không chấp nhận lời khai tại tòa và tin vào những biên bản ghi lời khai có trong hồ sơ. Hội đồng xét xử đã tuyên bị cáo Hàn Đức Long có tội với mức án tử hình. Nhờ gia đình và luật sư bào chữa liên tục kêu oan nên các bản án đã nhiều lần bị hủy bỏ để yêu cầu điều tra lại. Đến ngày 20/12/2016, Viện kiểm sát nhân dân tỉnh Bắc Giang đã ra quyết định đình chỉ điều tra và trả tự do cho ông Hàn Đức Long.
Nhiều luật sư đã tham gia ở các mức độ khác nhau trong việc bào chữa hoặc hỗ trợ pháp lý cho Hàn Đức Long. Một số đã bỏ cuộc. Một số khác đã theo đuổi vụ án cho đến khi Hàn Đức Long được minh oan (trong đó có luật sư Ngô Ngọc Trai thuộc Công ty luật TNHH Công chính, Đoàn luật sư thành phố Hà Nội).

## Nội dung vụ án
Khoảng 7 giờ chiều ngày 26/6/2005 vợ chồng anh Sơn, chị Liễu (thuộc huyện Tân Yên, tỉnh Bắc Giang) đi làm đồng về không thấy con gái, là cháu Nguyễn Thị Yến (sinh năm 2000) nên đã đi tìm. Sáng hôm sau người dân đi làm sớm phát hiện thấy xác cháu tại mương nước ngoài đồng. Khám nghiệm dấu vết hiện trường và tử thi cho thấy âm đạo bị rách chứng tỏ cháu bị hiếp dâm sau đó bị dìm chết. Cơ quan công an khám nghiệm tử thi cho kết quả: Phổi xung huyết, diện cắt có dịch bọt màu đỏ lẫn máu chảy ra. Lòng khí phế quản xung huyết có dị vật lẫn bùn đất. Kết luận xác định: Nạn nhân chết do ngạt nước.
Sau khoảng 4 tháng không tìm ra manh mối thủ phạm, phải chịu nhiều áp lực, cơ quan điều tra đã ra quyết định tạm đình chỉ điều tra vụ án, đồng thời phát động nhân dân trong thôn xóm tố giác tội phạm, đề nghị họ trình báo về những vụ hiếp dâm, hoặc những hành vi tình dục bất thường của ai đó. Cơ quan điều tra nhận được đơn tố cáo của bà Ngô Thị Khuyến (sinh năm 1930) và người con gái Trương Thị Năm (sinh năm 1960) trong đó tố cáo người cùng thôn là Hàn Đức Long hiếp dâm họ. Cơ quan điều tra bắt giam Hàn Đức Long để điều tra. Trong quá trình hỏi cung, Hàn Đức Long đã thú nhận việc hiếp dâm hai mẹ con bà Khuyến, ngoài ra khai nhận việc hiếp, giết cháu bé 5 tuổi.
Tòa án nhân dân (TAND) tỉnh Bắc Giang xử sơ thẩm tuyên án tử hình Hàn Đức Long. Tòa phúc thẩm TAND tối cao xử phúc thẩm tuyên y án tử hình. Năm 2009, Hội đồng thẩm phán TAND tối cao xử giám đốc thẩm (chủ tọa là Chánh án Trương Hòa Bình) tuyên hủy hai bản án yêu cầu điều tra lại. Năm 2011, TAND tỉnh Bắc Giang xử sơ thẩm lần hai vẫn tuyên án tử hình. Tòa phúc thẩm TAND tối cao xử phúc thẩm lần 2 cũng tuyên án tử hình.
Hồ sơ điều tra thể hiện bị cáo đã thú nhận tội, các bản lời khai của bị cáo đều thừa nhận tội với nội dung diễn biến hành vi phạm tội được khai báo thống nhất và giống nhau, nhưng mọi khi ra tòa bị cáo đều chối tội. Bị cáo khai rằng mình bị đánh đập bức cung nhục hình ép phải nhận tội. Hội đồng xét xử (HĐXX) cho rằng bị cáo chối tội là do sợ hãi trước hình phạt nghiêm khắc. HĐXX tin vào lời khai nhận tội của bị cáo trong hồ sơ nhưng không tin vào lời khai của bị cáo tại phiên tòa.

## Diễn biến sự việc

### Phía gia đình cháu bé
Nhà anh Sơn, chị Liễu nằm ở rìa xóm nơi ngã ba có lối đi nhiều ngả và giáp cánh đồng. Gia đình có một quán tạp hóa nhỏ bán đồ lặt vặt. Chiều ngày 26/6/2005, vợ chồng anh chị nhổ lạc (đậu phộng) ngoài ruộng cách nhà khoảng 200m, cháu Yến 5 tuổi chơi ở quán.
Khoảng 6 giờ chiều chị Liễu nghe vọng ra tiếng chó sủa, sau đó thấy tiếng con gái gọi mẹ ơi về bán hàng, chị Liễu đi về bán cho ông Nguyễn Văn Giang sinh năm 1953 ở cùng thôn một chai Coca để uống ngay tại quán. Chị Liễu sau đó đem quang gánh và dây thừng ra ruộng, đến khi về thì không thấy con đâu.

### Phía bị cáo Hàn Đức Long
Khoảng 4 giờ chiều ngày 26/6/2005, Hàn Đức Long (sinh năm 1959, trú tại thôn Yên Lý, xã Phúc Sơn, huyện Tân Yên, tỉnh Bắc Giang) chở ngô thóc bằng xe cải tiến tới quán xay xát nhà anh Diêm Quảng Nam, người cùng thôn. Do mất điện nên Long để thóc ngô tại đó đi về làm việc nhà. Khoảng 6 giờ 30 khi đó đã có điện, Long đi ra quán xay xát thì bố con ông Đỗ Danh Soạn, Đỗ Danh Xuân đang ở đó chờ xát. Khi thấy chưa đến lượt mình, Long đi bộ về nhà bảo con trai làm cơm tối, bắt vịt làm thịt. Lúc quay trở ra, Long gặp ông Soạn, ông Soạn nói ông Long ra quán xát nhanh vì còn ít người. Khi đến nơi, Long vẫn phải chờ hai người nữa là chị Nguyễn Thị Yên, chị Đặng Thị Sổ xay xong. Trong lúc chờ đợi đến lượt mình, Long ngồi uống nước chè, hút thuốc lào tại cửa ngách thông giữa gian xay xát và gian bán hàng tạp hóa nhỏ của gia đình anh Diêm Quảng Nam. Sau khi Long xát xong đi về, anh Nam tiếp tục xay xát cho vài người nữa. Thời điểm Long về đến nhà là 19 giờ 47 phút (các số liệu giờ giấc trên đây do cơ quan điều tra thu thập thể hiện trong hồ sơ vụ án).
Quán xay xát nhà anh Nam cách nhà cháu Yến khoảng 70 m, nhà cháu Yến chếch một đầu ao còn quán xát thóc nhà anh Nam ở một đầu ao. Đoạn đường 70m giữa hai nhà là đường đất, hai bên đường cây cỏ bụi rậm không có nhà ở. Buổi chiều hôm đó mất điện, đến chập tối mới có điện nên mọi người phải chờ nhau xay xát thóc ngô. Khi vụ án xảy ra, Cơ quan điều tra lấy lời khai anh Nam xem chập tối ngày hôm cháu Yến bị nạn có thấy việc gì bất thường không thì anh Nam chỉ khai hôm đó tập trung xay thóc nên không biết gì. Cơ quan điều tra hỏi anh Nam xem có những ai xay thóc chiều hôm đó thì anh Nam kể tên 7 người trong đó có Hàn Đức Long.
Khi khám nghiệm hiện trường, cơ quan điều tra thu giữ được một số lông, tóc nên đã khoanh vùng nghi phạm tiến hành lấy mẫu lông tóc của 5 người đàn ông ở địa phương nhưng không bao gồm những người hôm đó xát thóc tại nhà anh Diêm Quảng Nam.

## Căn cứ kết tội của cơ quan điều tra
Cơ quan tiến hành tố tụng cho rằng chiều tối ngày hôm đó, trong lúc chờ đợi chị Yên, chị Sổ xay xát rồi đến lượt mình, Long đã đi sang nhà cháu Yến, khi thấy cháu ở nhà một mình đã nảy sinh ý định phạm tội nên đã bắt, ôm, bịt miệng, rồi đưa cháu ra cánh đồng để thực hiện hành vi hiếp và giết cháu, sau đó quay trở lại quán xay xát như không có việc gì xảy ra.
Quan điểm kết tội dựa vào các chứng cứ:
1. Bị cáo đã đầu thú vào ngày 19/10/2005 về việc hiếp dâm bà Khuyến, chị Năm. Trong quá trình khai báo, bị cáo đã tự nguyện viết đơn đầu thú về việc hiếp giết cháu Yến. Bị cáo thừa nhận đã hiếp dâm mẹ con bà Khuyến và hiếp giết cháu Yến, đây là cơ sở chính.
2. Trong các bản hỏi cung và bản tự khai, bị cáo đã tự nguyện khai báo tỉ mỉ, cụ thể các hành vi phạm tội trong vụ án cháu Yến, bị cáo tự vẽ sơ đồ đường đi gây án mô tả cánh đồng nơi gây án. Lời khai của bị cáo phù hợp với biên bản khám nghiệm hiện trường, phù hợp với biên bản khám nghiệm tử thi, phù hợp với kết quả giám định.
3. Sau khi nhận tội, vì ân hận về việc làm của mình, Hàn Đức Long đề nghị Cơ quan điều tra cho được tự tay viết thư gửi chị Nguyễn Thị Mai là vợ Long và anh Nguyễn Đình Báu là bác ruột cháu Yến. Nội dung thư gửi chị Mai có đoạn viết: "Mai sang bảo anh Sơn chị Liễu bình tĩnh đừng nóng vội làm việc gì đó đáng tiếc xảy ra" (Bút lục 79); nội dung thư gửi anh Báu có đoạn viết: "Anh chót [trót] hãm hại cháu Yến con chú Sơn vào ngày 26/6/2005 anh đã thành khẩn khai báo với công an. Vậy anh mong chú xuống bảo vợ chồng chú Sơn không hành động những gì nóng quá để xảy ra những việc đáng tiếc. Anh ngàn lần xin các chú tha thứ cho anh…" (Bút lục 80, 81). Đồng thời Long đề nghị Cơ quan điều tra được gặp anh Báu để dàn xếp sự việc. Ngày 06/11/2005, trước mặt anh Nguyễn Đình Báu, Long thú nhận về việc đã hãm hại cháu Yến và mong anh tha thứ. Anh Báu đã cam kết sẽ không gây thù oán ảnh hưởng đến tính mạng, tài sản của gia đình Long (Bút lục 90).
4. Trước cáo buộc sử dụng nhục hình, Cơ quan điều tra khẳng định: Không có việc bị cáo bị ép viết theo lời điều tra viên đọc vì nhiều tình tiết trong vụ án chỉ có bị cáo biết như vấn đề xay xát gạo, thứ tự những người xay xát gạo, các tình tiết và hoạt động của Long trước, trong và sau khi gây án, v.v... Những vấn đề này chỉ bị cáo mới biết, điều tra viên không biết nên không ép bị cáo khai báo như vậy, do đó không có việc điều tra viên đọc cho bị cáo viết.

## Căn cứ gỡ tội và chứng cứ vô tội

### Lời cáo buộc hiếp dâm của bà Khuyến, chị Năm
Hồ sơ điều tra thể hiện Long khai nhận hiếp dâm bà Khuyến, chị Năm. Nhưng khi tiếp xúc với luật sư trong trại giam và tại phiên tòa, Long phủ nhận và cho rằng việc vu cáo là vu oan giá họa là do mâu thuẫn hằn thù gia đình. Hội đồng xét xử (HĐXX) không tin Long nhưng do không đủ căn cứ kết tội nên trong 4 phiên tòa, HĐXX các cấp đều tuyên bị cáo Long không phạm tội hiếp dâm bà Khuyến, chị Năm.
Vụ hiếp dâm bà Khuyến chị Năm cũng giống như vụ hiếp cháu Yến đều chỉ dựa vào lời khai nhận của Long mà không có chứng cứ trực tiếp nào, nhưng một vụ bị hại còn sống, cơ sở chứng cứ rõ ràng hơn thì bị cáo được tuyên không phạm tội, còn một vụ bị hại đã chết thì bị cáo bị tuyên phạm tội.
Trong quá trình điều tra lại vụ án năm 2010, cơ quan điều tra phát hiện ra trong tủ hồ sơ của ông Dương Khương Duy, cán bộ Công an tỉnh Bắc Giang, là người chỉ đạo trực tiếp điều tra vụ án bị chết hồi năm 2006 có 49 bút lục tài liệu liên quan đến vụ án Hàn Đức Long nhưng không được đưa vào hồ sơ vụ án, trong đó có một số tài liệu thu thập từ UBND xã cho thấy trước thời điểm tố cáo của hai mẹ con bà Khuyến chừng một tháng, gia đình bà Khuyến và Hàn Đức Long đã xảy ra mâu thuẫn đánh nhau vì tranh chấp đất đai. Hàn Đức Long đã đánh con trai của bà Khuyến, anh Trương Văn Sáu, và vợ anh này, Nguyễn Thị Chung, gây thương tích; chính quyền địa phương đã xử phạt buộc Hàn Đức Long bồi thường cho gia đình bị hại 1,6 triệu đồng và Long chưa bồi thường hết. Người con dâu bị đánh chính là người đã viết đơn cho mẹ chồng (bà Khuyến) và chị chồng (chị Năm) tố cáo bị Long hiếp dâm.
Đối với cơ quan điều tra, sự việc hiếp dâm bà Khuyến, chị Năm chính là cơ sở để bắt Long, qua đó có được thông tin Long thú nhận hiếp giết cháu Yến. Nếu không kết tội được bị cáo hiếp dâm hai mẹ con thì sẽ vô lý khi kết tội bị cáo hiếp giết cháu Yến vì hai vụ việc đều không có chứng cứ trực tiếp mà chỉ dựa vào lời khai nhận của Long.
Vụ án xảy ra vào năm 2005. Trong thời gian điều tra lại vào năm 2011, chị Trương Thị Năm và anh Trương Văn Sáu đã xin rút đơn đề nghị xử lý Hàn Đức Long. Đứng trước nguy cơ "vỡ trận", cơ quan điều tra đã lấy lại lời khai của gia đình Trương Văn Sáu:
- Bút lục 1185, Biên bản ghi lời khai của chị Nguyễn Thị Chung, Chung cho biết bà Khuyến đã già yếu, không đi lại được, trí nhớ bị lú lẫn, hỏi không trả lời được.
- Bút lục 1181, Biên bản ghi lời khai của anh Trương Văn Sáu, nội dung Sáu trả lời cho Điều tra viên như sau:
- Hỏi: Anh Sáu cho cơ quan điều tra biết anh quan hệ thế nào với bà Khuyến ở cùng thôn?
- Đáp: Tôi (Sáu) xin trình bày: Tôi là con trai của bà Khuyến, hiện nay mẹ tôi đã già yếu và đang ở cùng với tôi tại thôn Yên Lý, xã Phúc Sơn, Tân Yên, Bắc Giang.
- Hỏi: Anh được biết gì về việc bà Khuyến bị tên Long hiếp dâm vào thời gian đầu năm 2005?
- Đáp: Sự việc tôi được biết như sau: Tôi nhớ vào thời gian đầu năm 2005 tôi có được nghe mẹ tôi là bà Khuyến nói cho nghe là vào một hôm mẹ tôi xuống nhà anh trai tôi là Lành ở gần nhà anh Long chơi, khi qua cổng nhà Long thì Long gọi mẹ tôi vào nhà và có hành vi sàm sỡ ôm mẹ tôi và thò tay vào trong quần mẹ tôi, thấy vậy mẹ tôi có bảo: Mày không bỏ ra tao kêu lên con tao nó đến đập chết mày. Nghe vậy Long có bảo mẹ tôi là cháu cho bà một trăm nghìn, nhưng mẹ tôi bảo tao thèm vào.
Nghe mẹ tôi nói thì tôi nói là thôi chuyện chỉ có vậy thì bỏ qua. Nhưng sau đó một thời gian thì tôi lại nghe nói là chị gái tôi là Năm cũng bị tên Long hiếp dâm, tôi hỏi chị Năm thì chị Năm đã thừa nhận là có việc đó. Sau đó vợ tôi là Chung đã viết đơn tố giác Long hiếp dâm mẹ và chị tôi.
- Hỏi: Giữa gia đình anh và Long có mâu thuẫn gì không?
- Đáp: Sau thời gian mẹ và chị tôi bị Long cưỡng hiếp được khoảng một hai tháng gì đó thì Long đã dùng đá đập vào đầu vợ tôi do mâu thuẫn gia đình. Vợ tôi phải đi viện điều trị, sau đó vụ việc được chính quyền xã Phúc Sơn giải quyết, anh Long đồng ý bồi thường cho vợ tôi 1.500.000đ (một triệu năm trăm nghìn đồng) nhưng anh Long chỉ bồi thường cho vợ tôi 1.200.000đ còn 300.000đ Long không trả mà còn có lời lẽ xúc phạm gia đình tôi nhưng tôi cũng nhịn để tránh xô xát xảy ra.
- Hỏi: Việc gia đình anh viết đơn tố giác Long hiếp dâm mẹ và chị anh do ai gợi ý, xúi giục?
- Đáp: Việc này do gia đình tôi tự giác, không có ai gợi ý, xúi dục gì cả.
Lý do gia đình tôi viết đơn là do anh Long đã hiếp dâm chị và mẹ tôi, sau này Long lại đánh cả vợ tôi, sau thời điểm đó công an tỉnh Bắc Giang có phát động mọi người tố giác tội phạm đã giết cháu Yến con anh Sơn chị Liễu ở cùng thôn với tôi, từ đó gia đình tôi đã tố giác anh Long hiếp dâm mẹ và chị tôi, hơn nữa tôi còn được nghe dân làng nói là tên Long có tính xấu hay sàm sỡ với chị em phụ nữ ở trong thôn.
- Hỏi: Vậy tại sao sau này khi làm việc với cơ quan điều tra anh lại xin rút đơn đề nghị xử lý tên Long?
- Đáp: Đúng là tôi đã có ý kiến như vậy, tôi có ý kiến như vậy là do nay mẹ tôi đã già yếu không đi lại được, trí nhớ thì lẫn lộn không nhớ được gì nữa. Còn việc mẹ và chị tôi bị Long hiếp là sự thật, nếu cơ quan điều tra và các ngành pháp luật tiếp tục xử lý tên Long thì tôi xin tiếp tục đề nghị cơ quan pháp luật xử lý tên Long về hành vi hiếp dâm mẹ và chị tôi.

Những nội dung trên cho thấy khả năng Long bị vu oan giá họa là sự thực.

### Nguyên nhân cái chết của cháu bé
Lời khai nhận của Long trong hồ sơ như sau: Bị cáo sau khi thực hiện hành vi hiếp dâm tại bờ mương bê tông đã bế cháu bé tới một đoạn mương nước bờ đất, đặt cháu bé ngồi trên bờ rồi đẩy cháu ngã xuống nước, bị cáo quay đầu bỏ chạy về.
Kiểm tra mương nước cho thấy: lòng mương rộng 1,6 m, có nhiều cỏ và khoai nước, sâu 35 cm, từ mặt nước lên bờ mương 40 cm. Hai bên bờ mương bằng đất rộng trung bình 1,2 m. Trong khi đó cháu bé 5 tuổi có chiều cao 1,07m. Với mực nước 35 cm thì khó có thể làm chết đuối cháu bé có chiều cao 1,07m. Chỉ cần cháu ngồi là đã cao hơn mực nước, do vậy khả năng là cháu bị dìm cho chết sặc nước chứ không phải do bị ngã xuống nước.
Khám nghiệm tử thi thì thấy trong phế quản có dị vật lẫn bùn đất, chứng tỏ trước khi chết cháu đã hít thở rất mạnh và bị dìm cho chết ngạt chứ không phải ngã đuối nước. Như vậy mô tả trong hồ sơ không phù hợp với thực tế khách quan, đây là tình tiết đặc biệt quan trọng cho thấy tội phạm đã được thực hiện theo một diễn biến cách thức khác không đúng với mô tả trong hồ sơ. Nhiều khả năng thủ phạm là một người khác, và hành vi phạm tội được thực hiện theo một cách khác.

### Mâu thuẫn trong kết luận điều tra
Hồ sơ điều tra mô tả khi bị cáo bế cháu bé ra cánh đồng tới đoạn mương bê tông: "…Long đặt cháu Yến ngồi trên bờ mương bên trái, hai chân buông thõng xuống lòng mương. Long ngồi bờ mương đối diện, 2 chân đặt dưới lòng mương. Lúc này cháu Yến đã bất tỉnh nên tay phải Long giữ vai cháu Yến, tay trái tụt quần cháu Yến và ném xuôi theo dòng nước. Sau đó Long dùng 3 ngón tay giữa của bàn tay trái lách vào âm hộ cháu Yến…"
Tài liệu điều tra không làm rõ cháu Yến bị bất tỉnh ở thời điểm nào, vì lý do gì mà chỉ nêu rằng lúc này cháu Yến bất tỉnh. Trước đó bị cáo chỉ bế cháu bé mà không có hành vi đánh đập nên việc nêu cháu bé bị bất tỉnh đã gây ra nghi ngờ hợp lý. Nếu không bị bất tỉnh thì khi bị đau đớn cháu bé sẽ kêu la, sẽ rất nguy hiểm bởi cánh đồng trống trải khi đó, ruộng vừa mới cấy, không gian thông thoáng, thời tiết mùa hè ngày 26/6 khi đó lúc 6–7 giờ thì trời vẫn còn sáng.
Luật sư bào chữa nghi ngờ tình tiết cháu bé bị bất tỉnh, vì nếu cháu ngất thật sự thì tại sao lại để cháu ngồi mà không đặt cháu nằm ra bờ mương cho dễ thực hiện các thao tác? Cháu ngồi bệt ở bờ mương như thế thì với một tay giữ vai, tay kia làm sao cởi được quần cháu ra? Thực tế cháu phải đứng hoặc nằm thì mới cởi được quần, ngồi thì làm sao cởi quần lại chỉ với một tay? Và tư thế cháu ngồi như vậy thì âm hộ cháu áp sát vào bờ mương bê tông, làm sao bị cáo móc 3 ngón tay vào được? Bàn tay của bị cáo sẽ bị cọ sát với bờ mương bê tông thô ráp, khó thể móc vào âm hộ.
Những bất hợp lý trong một đoạn mô tả hành vi phạm tội cho thấy khả năng tội phạm được thực hiện theo một tư thế diễn biến cách thức khác, có thể ở một địa điểm khác. Bị cáo Hàn Đức Long không phải là thủ phạm trong vụ án này, mô tả trong hồ sơ chỉ là kết quả của sự tưởng tượng hình dung của cán bộ điều tra, từ sự hình dung đó đã hướng cho bị cáo khai báo theo hướng diễn biến như vậy. Nhưng vì không đúng như sự thật đã diễn ra nên bộc lộ nhiều điểm vênh bất hợp lý.

### Bằng chứng ngoại phạm thứ nhất
Chiều tối hôm cháu Yến bị sát hại, Long xay thóc tại nhà anh Diêm Quảng Nam. Ngay hôm phát hiện ra cháu bé bị chết, chiều hôm đó cơ quan điều tra đã hỏi anh Nam xem tối hôm trước có thấy điều gì bất thường không và hỏi thêm có những ai xát thóc, anh Nam kể ra 7 người trong đó có Long. Nhiều người cùng xay thóc xác nhận điều này như ông Soạn, anh Xuân, chị Yên, chị Sổ, chính bản thân Long cũng thừa nhận mình có xay thóc, và đây chính là bằng chứng ngoại phạm của bị cáo.
Cơ quan điều tra thu thập được một số lông, tóc ở hiện trường nên đã khoanh vùng nghi phạm tiến hành lấy mẫu lông tóc của 5 người đàn ông ở địa phương nhưng không bao gồm những người xát thóc nhà anh Diêm Quảng Nam hôm đó. Như vậy ngay từ ban đầu cơ quan điều tra cũng không xác định những người có mặt xát thóc tại nhà anh Nam là nghi phạm.
Nhưng về sau, hồ sơ điều tra lại chuyển theo hướng Long là thủ phạm, trong khi chờ đợi đến lượt xay xát thóc đã sang nhà cháu Yến để thực hiện hành vi phạm tội sau đó quay về xay thóc.

### Bằng chứng ngoại phạm thứ hai
Tại bản kết luận giám định pháp y số 363/PY ngày 04/7/2005 của Tổ chức giám định kỹ thuật hình sự Công an tỉnh Bắc Giang, xác định trong dạ dày nạn nhân có chứa ít thức ăn đã nhuyễn và xác định nạn nhân chết sau bữa ăn cuối cùng khoảng 4 đến 6 giờ đồng hồ.
Cơ quan điều tra hỏi bố mẹ cháu Yến rằng cháu ăn bữa cuối cùng lúc mấy giờ thì được xác định là khoảng 12 giờ trưa cùng ngày. Từ đó xác định thời điểm cháu Yến bị giết là khoảng từ 4 giờ đến 6 giờ chiều. Mặt khác, theo lời khai chị Liễu thì khoảng 6 giờ chiều cháu Yến gọi chị về bán hàng cho ông Giang, như vậy kết hợp hai thông tin trên thì thời điểm cháu chết xê dịch cận đúng hơn là về khoảng 6 giờ (chứ không phải cận đúng về khoảng 4 giờ chiều).
Nhưng tài liệu điều tra lại ghi nhận Hàn Đức Long 6 giờ 30 mới đi ra quán xay xát, và khi đến nhà là 19 giờ 47 phút. Như thế thì thời điểm Long đi xay thóc thì cháu Yến đã chết. Tất cả các thông tin giờ giấc đều do cơ quan điều tra thu thập được thể hiện trong hồ sơ.

### Lời tố bị truy bức nhục hình và bản đơn xin đầu thú của Hàn Đức Long
Khi tiếp xúc với luật sư trong trại giam và tại phiên tòa Long khai báo đã bị cán bộ điều tra đánh đập tưởng rằng sẽ chết ngay trong khi điều tra, Long phải khai nhận theo những nội dung cán bộ điều tra đọc cho để viết. Khi Long không viết liền bị cán bộ điều tra cầm bút đâm thẳng vào bàn tay, ngoài ra là bị đánh đập hành hạ bằng nhiều dụng cụ khác.
Điều này lý giải vì sao các bản khai nhận tội do cán bộ điều tra viết và Long ký vào cuối đều rất giống nhau và lý giải tại sao lời khai nhận của Long phù hợp với hiện trường phạm tội, phù hợp với các tài liệu thu thập khác của cơ quan điều tra.
Khi khám phá tủ hồ sơ của ông Dương Khương Duy bị chết thì trong số 49 bút lục tài liệu bị bỏ ra ngoài hồ sơ vụ án, có một số bản viết tay không hoàn chỉnh đơn xin đầu thú của Hàn Đức Long.
Trước khi điều tra lại thì trong hồ sơ chỉ có một bản Đơn xin đầu thú viết ngày 29/10/2005 trong khi đó bị cáo bị bắt từ ngày 19/10/2005. Câu hỏi đặt ra là Điều gì đã diễn ra trong khoảng thời gian 10 ngày từ khi bị bắt đến khi có đơn xin đầu thú? Phải chăng có các bản đơn xin tự thú viết dở dang trước đó là do bị bức ép viết, viết mỗi ngày một ít, viết cho quen, viết cho cam chịu dần, viết cho nét chữ ngay thẳng hàng dần và tới ngày 29/10/2005 mới có bản Đơn xin đầu thú hoàn chỉnh?
Khi xem nét chữ viết tại bản đơn xin đầu thú ngày 29/10/2005 gồm 4 trang giấy có thể thấy rõ cứ cách một đoạn nét chữ viết đứng thẳng, cách một đoạn nét chữ viết lại nghiêng. Sự khác nhau về nét chữ sau mỗi đoạn chứng tỏ có sự dứt quãng nghỉ ngơi rồi mới viết tiếp, điều này cho thấy lời khai bị cáo bị ép viết là có cơ sở cho là đúng.

## Một số kiến nghị sửa đổi luật
Luật sư bào chữa cho rằng vụ án là oan sai. Việc bắt giam và kết tội Long không dựa trên bất cứ một chứng cứ trực tiếp nào mà chỉ dựa vào lời khai nhận tội và suy diễn. Sau 4 tháng không tìm ra thủ phạm, cơ quan điều tra dựa vào lời tố cáo hiếp dâm của bà Khuyến, chị Năm để bắt Long, sau đó có được lời thú tội của Long về vụ cháu Yến. Nhưng trong suốt 8 năm với 4 phiên tòa, HĐXX đều tuyên Long không phạm tội hiếp dâm bà Khuyến, chị Năm trong khi bị hại còn sống, nhưng lại tuyên Long giết hiếp cháu Yến mặc dù bị hại đã chết.
Luật sư bào chữa cũng cho rằng từ vụ án này nổi lên hai vấn đề đặc biệt đáng quan tâm của hệ thống tư pháp mà lâu nay dư luận đã phản ảnh nhiều, đó là tình trạng truy bức nhục hình trong quá trình điều tra và tình trạng duyệt án từ trước và không căn cứ vào kết quả tranh luận tại phiên tòa.
Sau đây là kiến nghị về một số vấn đề pháp lý của luật sư bào chữa.

### Quyền được giữ im lặng của bị can, bị cáo
Xét về bản chất của con người thì không ai phản bội lại chính mình, việc khai báo hôm nay có thể chống lại mình ngày mai nên bình thường không ai muốn khai báo. Trong thực tế, chỉ nhờ truy bức nhục hình thì cơ quan điều tra mới buộc bị can khai báo.
Xét về bản chất của luật pháp, việc điều tra xử lý tội phạm chính nhằm bảo vệ luật pháp, bảo vệ các quyền công dân, như vậy việc bức hiếp buộc khai báo đã xâm phạm tới một quan hệ pháp luật khác cũng cần được pháp luật bảo vệ, đó là quyền được bảo vệ tính mạng, sức khoẻ, danh dự nhân phẩm của công dân.
Như vậy việc xử lý vụ án ban đầu mang ý nghĩa tốt, nếu sử dụng nhục hình thì đó lại là cách thức phản lại chính ý nghĩa ban đầu của việc điều tra xử lý tội phạm. Đây là sự bất dung hòa về thang giá trị giữa phương tiện và mục tiêu.
Bộ luật tố tụng hình sự, Điều 6 quy định: Nghiêm cấm mọi hình thức truy bức, nhục hình.
Thực tế việc truy bức nhục hình vẫn xảy ra dưới hình thức này hình thức khác. Để giải quyết tình trạng này cần quy định bị can bị cáo được quyền giữ im lặng hoặc chỉ đồng ý khai báo khi việc lấy lời khai có sự tham gia của luật sư bào chữa. Đây cũng là quy định văn minh tiến bộ mà tố tụng hình sự nhiều nước đã quy định.

### Quy định lời khai của bị can bị cáo không là chứng cứ
Bộ luật tố tụng hình sự hiện tại quy định chứng cứ như sau:
Điều 64. Chứng cứ
1. Chứng cứ là những gì có thật, được thu thập theo trình tự, thủ tục do Bộ luật này quy định mà Cơ quan điều tra, Viện kiểm sát và Toà án dùng làm căn cứ để xác định có hay không có hành vi phạm tội, người thực hiện hành vi phạm tội cũng như những tình tiết khác cần thiết cho việc giải quyết đúng đắn vụ án.
2. Chứng cứ được xác định bằng:
A) Vật chứng;
B) Lời khai của người làm chứng, người bị hại, nguyên đơn dân sự, bị đơn dân sự, người có quyền lợi, nghĩa vụ liên quan đến vụ án, người bị bắt, người bị tạm giữ, bị can, bị cáo;
C) Kết luận giám định;
D) Biên bản về hoạt động điều tra, xét xử và các tài liệu, đồ vật khác.
Quy định như trên chỉ coi trọng về quy trình thu thập chứng cứ mà không coi trọng tính chân thực của chứng cứ. Quy định chứng cứ là những gì có thật là chưa đủ, cần bổ sung thêm chứng cứ phải mang giá trị khách quan.
Xét ví dụ lời khai của bị cáo có là chứng cứ hay không thì thấy: Có việc bị cáo khai báo, đó là cái có xảy ra và đó là sự thật. Nhưng điều quan trọng không phải là sự thật về bản thân việc khai báo mà quan trọng là sự thật trong nội dung khai báo.
Chứng cứ phải tồn tại ở thời điểm xảy ra vụ án, như thế mới có thể giúp làm sáng tỏ vụ án. Các tài liệu như biên bản hoạt động điều tra, biên bản ghi lời khai, thì đây là các giấy tờ phát sinh sau này, không tồn tại ở thời điểm xảy ra vụ án. Đó đơn thuần chỉ là các tài liệu trong hồ sơ vụ án giống như các quyết định khởi tố vụ án, lệnh bắt giam, đó không phải là cơ sở để xác định diễn biến sự việc đã xảy ra như thế nào.
Quy định lời khai của bị can bị cáo cũng là chứng cứ nên thực tế đã xảy ra tình trạng là cơ quan điều tra thay vì đi tìm các tài liệu bằng chứng xác thực khác, họ chỉ xoáy sâu vào việc bắt giam sau đó truy bức nhục hình cho người này khai nhận hành vi phạm tội, từ đó cho ra kết luận điều tra.

### Điều tra viên phải là người tham gia tố tụng
Bộ luật tố tụng hình sự hiện tại quy định Điều tra viên là người tiến hành tố tụng mà không phải là người tham gia tố tụng. Theo luật sư bào chữa, điều này cần được sửa lại theo hướng điều tra viên phải tham gia tố tụng tại phiên tòa.
Nhiều tài liệu chứng cứ cần thiết phải được xác định lại nguồn gốc quy trình thu thập từ đó xác định chứng cứ có được thu thập hợp pháp hay không để có đủ giá trị pháp lý cũng như độ tin cậy hay không.
Hiện nay điều tra viên không phải tham gia tố tụng do vậy không có điều kiện để thẩm định lại quy trình thu thập chứng cứ, không có cơ hội đối chất giữa cán bộ điều tra và bị cáo trong việc xác định có hay không sự truy bức nhục hình.

## Điểm chung giữa vụ Hàn Đức Long và vụ Nguyễn Thanh Chấn

### Tám điểm chung giống nhau
1. Cả hai đều có gia đình ổn định, có vợ và con cái đầy đủ. Đều là những nông dân, ít học hành và ít giao lưu rộng rãi bên ngoài xã hội, hay nói cách khác là "quanh quẩn sau lũy tre làng". Nhưng sau khi vướng vòng lao lý, họ đều được xây dựng thành hình ảnh xấu, tha hóa… Cả hai đều bị mô tả là đã từng trêu ghẹo phụ nữ ở địa phương, có biểu hiện của hành vi dâm ô hoặc lệch lạc về nhận thức tình dục.
2. Cả hai vụ đều được mô tả gây án tình cờ. Khi gây án ông Chấn được kết luận điều tra mô tả đi lấy nước qua nhà nạn nhân, thấy nạn nhân ở nhà một mình thì nảy ra ý định gạ gẫm giao cấu rồi giết hại. Vụ ông Long được mô tả là trong lúc chờ đợi xay xát thóc đã đi lang thang qua nhà cháu bé, khi thấy cháu ở nhà một mình thì Long cũng tự nhiên nảy sinh ý định bắt cóc cháu và hãm hiếp.
3. Ông Chấn bị triệu tập lên cơ quan công an sau 15 ngày kể từ ngày xảy ra án mạng còn ông Long bị triệu tập sau 4 tháng. Sau khi bị giam giữ thì cả hai đều có đơn thú nhận hành vi phạm tội. Cả hai đều được cho viết thư về gia đình và đều thừa nhận hành vi phạm tội trong thư.
4. Cả hai vụ đều không có nhân chứng, vật chứng. Vật chứng căn bản nhất của vụ án hiếp dâm thường là dấu vết tinh dịch, lông, tóc, lời khai của nhân chứng… tất cả đều không có. Căn cứ kết tội chính đều dựa vào lời khai nhận của bị cáo và các cơ quan tố tụng đánh giá là lời khai nhận tội phù hợp với các tài liệu dấu vết thu được ở hiện trường.
5. Cả hai đều được cơ quan điều tra cho "tự vẽ" lại sơ đồ đường đi gây án, cho thực hiện lại thao tác hành vi phạm tội và cả hai đều được cơ quan điều tra mô tả là thực hiện "thuần thục".
6. Khi ra tòa, cả hai đều kêu oan và khai báo việc bị bức cung, nhục hình, bị ép buộc phải khai nhận như những gì điều tra viên yêu cầu. Lời của cả hai đều không được Hội đồng xét xử lưu tâm, đánh giá.
7. Vụ ông Chấn và ông Long cùng cơ quan điều tra là Phòng Cảnh sát Điều tra tội phạm về Trật tự xã hội Công an tỉnh Bắc Giang. Điều tra viên vụ ông Chấn và ông Long cùng là Đào Văn Biên và những người khác. Vụ ông Chấn và ông Long cùng Kiểm sát viên Viện kiểm sát nhân dân tỉnh Bắc Giang là ông Đặng Thế Vinh. Cùng Thẩm phán Tòa án nhân dân tỉnh Bắc Giang là ông Nguyễn Minh Năng. Cả hai cùng bị giam giữ tại trại giam Kế tỉnh Bắc Giang.
8. Mặc dù gia đình đều nhận được thư từ trại giam thú nhận hành vi phạm tội nhưng đều không tin đó là thật. Gia đình 2 bị cáo đều không từ bỏ và nhiều năm theo đuổi, tìm cách minh oan cho người thân của mình.

### Việc tính thời gian có nhiều điểm phi lý giống nhau
Vụ Nguyễn Thanh Chấn xảy ra năm 2003 còn vụ Hàn Đức Long xảy ra năm 2005, cùng là trọng án xảy ra ở Bắc Giang. Việc điều tra truy tố xét xử được thực hiện bởi cùng những cơ quan tư pháp tỉnh này.
Ông Chấn bị bắt giữ sau khi vụ án xảy ra 15 ngày, Hàn Đức Long bị bắt sau khi vụ án xảy ra 4 tháng, lúc đầu cơ quan điều tra tập trung vào nghi can khác. Đến khi Long bị bắt vì đơn tố cáo của hai mẹ con bà Khuyến, người ta mới lần giở lại hành tung của Long ngày hôm đó xem đi đâu, làm gì, với ai. Long khai hôm đó đi xay xát thóc, cơ quan điều tra hỏi những người xay xát thóc cùng hôm đó xem diễn biến sự việc xay xát thóc thế nào, có để ý gì đến Long và có thấy Long có mặt hay vắng mặt tại quán xát thóc không.
Sau 4 tháng nên họ chỉ nói áng chừng, các nhân chứng không trả lời khẳng định hay phủ định là khi họ xay xát thóc thì Long có mặt tại đó hay không. Họ cũng chỉ có thể áng chừng về các vấn đề như: Mỗi người xát bao nhiêu kg thóc và thời gian xát hết bao lâu, thứ tự lần lượt những người xay xát thóc là thế nào trong tổng số cả chục người.
Tuy những dữ liệu khai báo khó đảm bảo chính xác nhưng điều tra viên dựa vào đó, sắp xếp, kết nối lại và cho ra khoảng thời gian Long vắng mặt và thực hiện hành vi phạm tội.

### Kiểm sát viên Đặng Thế Vinh
Tháng 4/2016, ông Đặng Thế Vinh, nguyên Trưởng phòng 10 Viện KSND tỉnh Bắc Giang đã bị truy tố về tội cố ý làm sai lệch hồ sơ vụ án trong vụ ông Nguyễn Thanh Chấn. Điều đặc biệt là ông Vinh cũng là kiểm sát viên tham gia xử lý vụ án Hàn Đức Long ở giai đoạn điều tra ban đầu và xét xử sơ thẩm lần 1 năm 2007. 
Trong quá trình minh oan cho ông Long, luật sư bào chữa nhận định: Nói điều tra viên đánh đập bức cung ép khai còn nghe được, thế lúc kiểm sát viên phúc cung lấy lời khai thì có bị đánh đập không, tại sao cũng nhận tội? 
Lý giải điều này, ông Long khai rằng khi Kiểm sát viên vào làm việc thì đều có điều tra viên ngồi làm việc cùng. Long cho rằng kiểm sát viên đã chép lại bản cung của điều tra viên, khi vào hỏi cung thì kiểm sát viên chỉ nói chuyện với Long, đến lúc kết thúc thì bảo Long ký vào bản khai.
Theo nghiệp vụ thông thường thì khi bị can kêu oan thì kiểm sát viên thường hay có hoạt động nghiệp vụ là lấy lại lời khai bị can tức là phúc cung. Nếu có phúc cung mà lời khai ông Chấn vẫn nhận tội thì chứng tỏ kiểm sát viên đã chép lại bản cung của cơ quan điều tra sau đó bảo ông Chấn ký bên dưới. Kiểm sát viên đã không ghi chép lại trung thực lời khai kêu oan của ông Chấn và bỏ qua những nội dung trình bày kêu oan. Vì chắc chắn khi gặp kiểm sát viên và được hỏi thì ông Chấn kêu oan, và những lời kêu oan đã không được thể hiện trong bản cung của kiểm sát viên.
Việc ông Đặng Thế Vinh bị truy tố xử lý về tội cố ý làm sai lệch hồ sơ vụ án trong vụ ông Chấn đã cho thấy phần nào mức độ công tâm trung thực trong công vụ của ông này. Và việc Hàn Đức Long kêu oan bởi cùng những cán bộ tư pháp với phẩm chất năng lực như vậy thì việc gây oan là sự thật.

### Nhận định vụ Hàn Đức Long từ vụ Nguyễn Thanh Chấn
Luật sư Ngô Ngọc Trai bào chữa kêu oan cho Hàn Đức Long từ năm 2011, đơn thư được soạn gửi đi nhiều nơi. Đến khoảng tháng 11/2013 trên truyền thông nổ ra vụ án Nguyễn Thanh Chấn bị oan, hàng loạt bài báo viết về vụ Nguyễn Thanh Chấn. Những thông tin từ các bài báo đã giúp luật sư bào chữa biết thêm về các hoạt động tố tụng vụ án đó đồng thời giúp minh định thêm nội dung kêu oan cho Hàn Đức Long vì hai vụ án cùng xảy ra ở Bắc Giang do cùng các cơ quan điều tra, truy tố và xét xử giải quyết.
Hai vụ án xảy ra cách nhau hai năm, vụ ông Chấn năm 2003, vụ ông Long năm 2005. Khi nghiên cứu bào chữa cho Long, luật sư bào chữa đặt vấn đề liệu có ai nhìn thấy Long phạm tội không, và có vật chứng nào cho thấy Long có liên quan và là thủ phạm không. Thực tế là không. Không có nhân chứng và vật chứng nào cho thấy Long đúng là thủ phạm. Mọi cơ sở kết tội chỉ được khai thác từ chính nguồn chứng cứ là Hàn Đức Long. Ngoài ra hồ sơ vụ án bộc lộ nhiều điểm vô lý mâu thuẫn phi logic, cho thấy nội dung kết quả điều tra không phù hợp với thực tế khách quan, khả năng kết quả điều tra đã sai, giúp nhận định việc Long bị oan là sự thật.
Tuy vậy, hồ sơ cũng có những tài liệu khó bác bỏ: Long đã tự viết đơn xin tự thú. Long viết thư về cho vợ và gia đình bị hại nhận tội và xin tha thứ. Long còn được gặp bác ruột cháu bé và xin lỗi mong được tha thứ. Và nhiều điểm khác nữa. Khi tìm hiểu qua các bài báo vụ Nguyễn Thanh Chấn thì luật sư bào chữa nhận thấy: Ông Chấn cũng viết đơn xin tự thú. Ông Chấn cũng viết thư về cho vợ nói lời nhận tội. Ông Chấn cũng bị cho là thực hiện thành thục thao tác thực nghiệm điều tra. 
Ông Chấn cũng bị cho là có hành vi dâm ô với nhiều phụ nữ địa phương (Hàn Đức Long cũng bị cho là như vậy). Ông Chấn tố cáo các điều tra viên đánh đập nhục hình, ông Long cũng tố cáo bị đánh đập nhục hình và cùng nêu tên một điều tra viên là Đào Văn Biên. Kiểm sát viên hai vụ cùng là Đặng Thế Vinh, thẩm phán từng xét xử cùng là ông Nguyễn Minh Năng. Các thông tin vụ ông Chấn trở thành nguồn tham chiếu so sánh giúp củng cố những nhận định cho vụ Hàn Đức Long. 

### Một dự đoán về hung thủ trong vụ Hàn Đức Long
Chiều ngày 26/6/2005 vợ chồng anh Sơn chị Liễu đi rỡ lạc ngoài cánh đồng cách nhà khoảng 200 m, nhà anh chị nằm ở nơi ngã ba giáp cánh đồng có nhiều lối rẽ đi các ngả, gia đình có một gian bán hàng tạp hóa bán đồ lặt vặt.
Khoảng 6 giờ chiều, chị Liễu nghe tiếng con gái gọi mẹ về bán hàng. Chị về bán cho một người đàn ông trung niên một chai coca uống tại chỗ, sau đó quay ra đồng. Đến khoảng 7 giờ về thì không thấy con đâu. Sáng hôm sau người đi làm đồng sớm phát hiện thấy xác cháu ở mương nước ngoài cánh đồng. Khám nghiệm tử thi cơ quan điều tra cho biết một kẻ nào đó đã nhân khi thấy cháu bé ở nhà một mình đã bắt đưa cháu ra cánh đồng hiếp rồi giết chết.
Nội dung vụ án cho thấy tội phạm gây án trong khoảng 1 giờ đồng hồ, luật sư bào chữa nhận định nhiều khả năng một kẻ nào đó tình cờ đi qua hoặc có việc đi đến nhà cháu bé, thấy cháu một mình nên nảy sinh ý định và thực hiện hành vi phạm tội. Vì hành vi hiếp dâm có liên quan đến nỗi hứng thú và thôi thúc thèm khát tình dục nên đây có khả năng là tội phạm bất chợt không có dự mưu từ trước. 
Luật sư bào chữa cho rằng hành vi hiếp rồi giết một cháu bé 5 tuổi bộc lộ sự tàn nhẫn vô tâm trong một khoảng thời gian ngắn ngủi, hành vi thiếu suy nghĩ cho thấy hung thủ là một kẻ có tinh thần ở gần trạng thái bệnh hoạn tâm thần, hoặc là một kẻ chưa trưởng thành về nhận thức, hiểu biết. Mong muốn thỏa mãn tình dục bởi một đứa trẻ mà cơ thể và bộ phận sinh dục chưa phát triển, có vẻ như hung thủ chưa kịp có hiểu biết về cấu tạo bộ phận sinh dục nữ. Hung thủ gây án với cháu bé để tìm kiếm thỏa mãn có khả năng đơn giản vì hắn chỉ có thể làm được đến thế, hắn không thể gây án với người lớn, vì có thể hắn cũng còn bé. 
Luật sư bào chữa cũng nghi vấn làm sao hung thủ đưa cháu bé ra cánh đồng mà không lo cháu khóc hoặc có người bắt gặp? Có thể hắn là người quen. Làm sao hắn biết lối đưa cháu bé đi hướng khác thay vì đi lối cánh đồng qua chỗ ruộng nơi bố mẹ cháu đang rỡ lạc, rất có thể hắn là người địa phương và biết gia đình nạn nhân. Và khả năng rất cao là hung thủ phải đi bộ, vì nếu có xe máy và xe đạp thì không thể đi ra đồng với những đoạn bờ ruộng gồ ghề được.

## Hành trình kêu oan cho Hàn Đức Long
Vào thời điểm xảy ra vụ án năm 2006, bị cáo Hàn Đức Long được chỉ định bào chữa bởi hai luật sư là luật sư Nguyễn Am, khi đó là chủ nhiệm Đoàn luật sư tỉnh Bắc Giang, và luật sư Dương Minh Nhâm, cả hai là cán bộ tư pháp về hưu hành nghề luật sư.
Sau phiên tòa sơ thẩm, khi Hội đồng xét xử tuyên án Hàn Đức Long có tội với mức án tử hình, luật sư Dương Minh Nhâm đã hướng dẫn gia đình Hàn Đức Long tìm đến luật sư hình sự nổi tiếng khi đó là luật sư Phạm Hồng Hải ở Đoàn luật sư Hà Nội. Bào chữa cho ông Hàn Đức Long tại phiên tòa phúc thẩm sau đó có ba luật sư gồm luật sư Dương Minh Nhâm, luật sư Phạm Hồng Hải và luật sư Nguyễn Hồng Bách là luật sư cộng tác tại Văn phòng luật sư Phạm Hồng Hải.
Phiên tòa phúc thẩm lần thứ nhất vẫn tuyên Hàn Đức Long có tội như bản án sơ thẩm, sau đó gia đình và luật sư tiếp tục kêu oan. Tới năm 2009, Hội đồng thẩm phán Tòa án nhân dân tối cao có Chánh án Trương Hòa Bình đã ra quyết định hủy bỏ các bản án và yêu cầu điều tra lại từ đầu.
Quá trình điều tra lại, truy tố và xét xử sơ thẩm lần hai, bào chữa cho ông Hàn Đức Long gồm có luật sư Dương Minh Nhâm, luật sư Nguyễn Hồng Bách (lúc này đã mở công ty luật riêng), luật sư Đào Trung Kiên (đã chết), luật sư Ngô Ngọc Trai là luật sư cộng tác tại Công ty luật Hồng Bách. Kết quả Hội đồng xét xử sơ thẩm vẫn tuyên Hàn Đức Long có tội với mức án tử hình.
Bào chữa cho ông Long tại phiên tòa phúc thẩm lần hai là luật sư Phạm Cương, nguyên là cán bộ Viện kiểm sát nhân dân tỉnh Thanh Hóa về hưu. Kết quả phiên tòa phúc thẩm lần hai vẫn tuyên y án sơ thẩm, ông Long có tội với mức án tử hình.
Mặc dù không tham gia phiên tòa phúc thẩm lần hai nhưng luật sư Ngô Ngọc Trai vẫn quan tâm theo dõi vụ Hàn Đức Long, và khi thấy ông Long bị tuyên có tội thì luật sư Trai chủ động viết đơn kêu oan cho ông Long. Thời điểm cuối năm 2012 và đầu năm 2013, luật sư Trai thành lập Văn phòng luật sư Ngô Ngọc Trai và cộng sự thuộc đoàn luật sư tỉnh Nam Định, đã thúc đẩy mạnh mẽ hơn việc kêu oan cho ông Long. Luật sư Trai đã gửi các công văn kêu cứu khẩn cấp tới các cơ quan tư pháp trung ương và truyền thông báo chí. Luật sư Trai đã sưu tầm địa chỉ email của các cơ quan báo chí của Việt Nam và gửi tới họ các văn bản kêu oan cho Hàn Đức Long.
Luật sư Ngô Ngọc Trai cũng lập trang web là www.ngongoctrai.com có chuyên mục về Án oan Hàn Đức Long, trên đó tổng hợp các thông tin về vụ án Hàn Đức Long gồm các bài báo, văn bản đơn thư kêu oan, các phân tích pháp lý về vụ án. Luật sư Trai cũng cho các em sinh viên trường luật đánh máy các tài liệu vụ án gồm bản kết luận điều tra, cáo trạng, bản án và nhiều tài liệu khác rồi đăng lên website để mọi người có thể dễ dàng tiếp cận đọc và tìm hiểu về vụ án.
Trên diễn đàn mạng xã hội Facebook, luật sư Ngô Ngọc Trai trong nhiều năm liền đã kiên trì chia sẻ các thông tin, kiên trì với các phân tích pháp lý và quan điểm của mình về vụ án Hàn Đức Long. Luật sư Ngô Ngọc Trai cũng tìm hiểu viện dẫn các vụ án oan khác như vụ Nguyễn Thanh Chấn, vụ trộm cổ vật 8 người bị bắt giam oan cũng ở Bắc Giang để làm cơ sở phân tích yếu tố pháp lý vụ Hàn Đức Long.
Đằng sau vụ án oan là các vấn đề bất cập của nền tư pháp, luật sư Ngô Ngọc Trai đã viết nhiều bài báo phân tích các vấn đề thực trạng của nền tư pháp, viện dẫn tới vụ án Hàn Đức Long, các bài báo được đăng trên báo điện tử BBC Tiếng Việt đã nhận được sự quan tâm và đánh giá cao của giới luật sư và chuyên gia luật. Hiện tập hợp các bài báo về các vấn đề tư pháp đã được tổng hợp trên trang web www.ngongoctrai.com và www.luatcongchinh.vn.

## Xin lỗi và bồi thường
Tương tự như vụ ông Nguyễn Thanh Chấn, ông Hàn Đức Long đã được Toà án Nhân dân tỉnh Bắc Giang và Viện Kiểm sát Nhân dân tỉnh Bắc Giang xin lỗi 4 lần (bao gồm cả văn bản và công khai).Đến 1/2024 theo các nguồn tin của báo chí, ông Long vẫn chưa được bồi thường oan sai, ông đã viết đơn và thậm chí còn đến tận tòa án cấp cao tại Hà Nội để yêu cầu bồi thường nhưng vẫn chưa được giải quyết.  Số tiền tạm tính là hơn 20 tỷ đồng, là con số cao nhất trong ngành Kiểm sát Việt Nam về các vụ án oan. Hiện nay vụ án này không biết ai là hung thủ, và cũng không biết người nào đã mang án oan sai cho ông Hàn Đức Long.